# Sara
För andra betydelser, se Sara (olika betydelser).

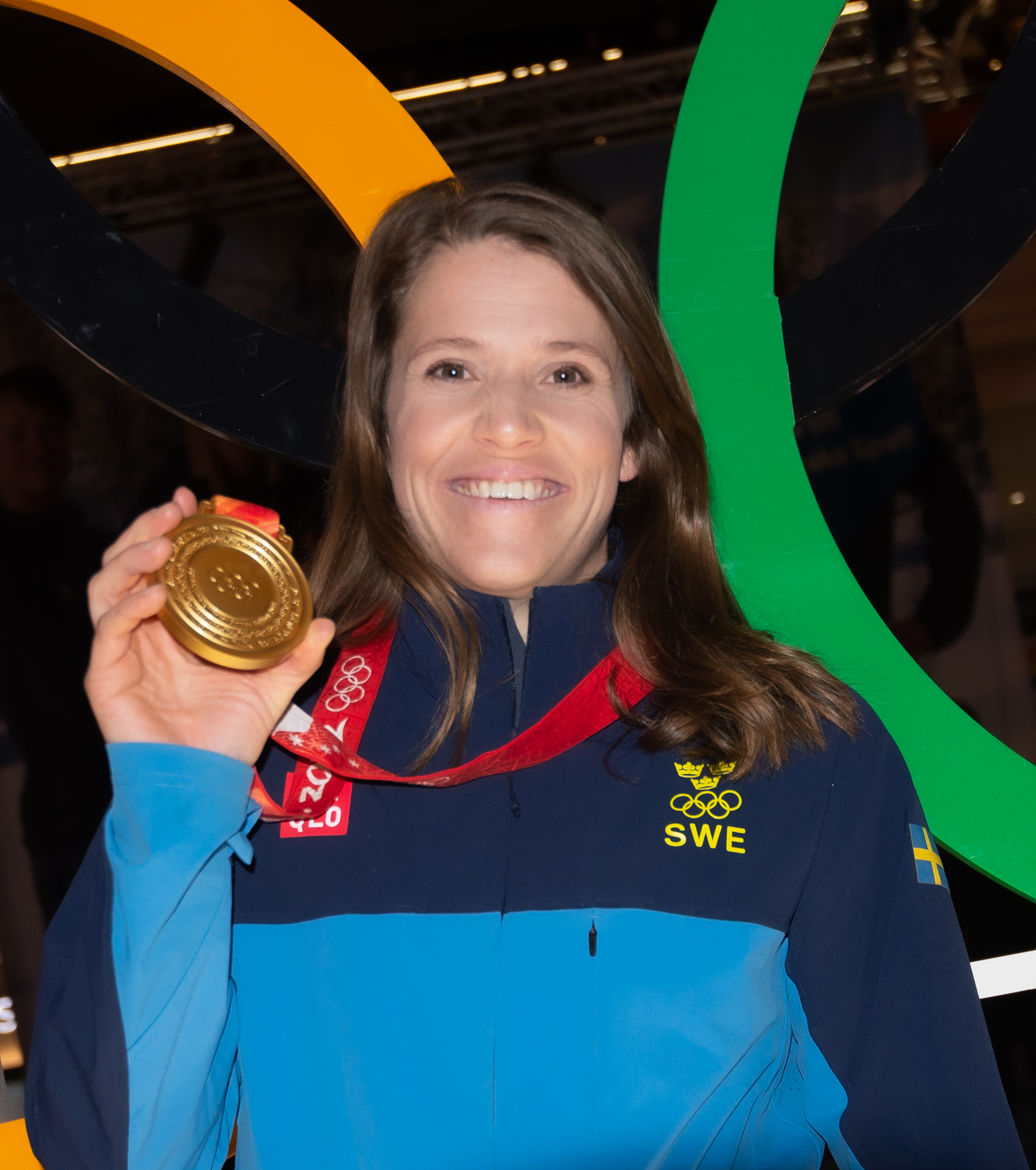
Sara Hector, 2022.

Kvinnonamnet Sara, Sarah, Zara eller Zarah är ett semitiskt namn som betyder "furstinna" eller "prinsessa".
I Gamla Testamentet var Sara Abrahams hustru och födde honom sonen Isak vid 90 års ålder. Namnet har använts i Sverige sedan mitten på 1400-talet och kom in i almanackan redan på 1600-talet.
Namnet var mycket populärt på 1980-talet. Åren 1989 och 1990 var Sara det vanligaste flicknamnet. Även om populariteten sedan dess har avtagit något är det fortfarande ett mycket vanligt namn. Den 31 december 2005 fanns det totalt 65 487 personer i Sverige med namnet Sara eller Sarah, varav 44 766 med det som tilltalsnamn. År 2003 fick 971 flickor namnet, varav 569 fick det som tilltalsnamn.
Namnsdag: i Sverige 19 juli där det inleder fruntimmersveckan. I den finlandssvenska namnsdagslängden har Sara namnsdag 19 juli tillsammans med Sally sedan starten 1929, då en egen namnsdagskalender togs i bruk för finlandssvenskar.

## Personer med förnamnet Sara/Sarah eller någon av dess olika stavningsvarianter
- Sarah Adams, brittisk författare och skådespelare
- Sara Alström, svensk skådespelare
- Sara Arnia, svensk skådespelare
- Sarah Balabagan, filippinska som satt i fängelse i Förenade arabemiraten åren 1994-1996
- Sara Benz, schweizisk ishockeyspelare
- Sarah Bernhardt, fransk skådespelare
- Sarah Brightman, brittisk sångerska och skådespelare
- Sarah Churchill, hertiginna av Marlborough, brittisk hovdam
- Sara Copia Sullam, italiensk poet
- Sara Danius, professor i litteraturvetenskap, f.d. ledamot av Svenska Akademien, dess f.d. ständiga sekreterare
- Sara Eriksson Dikanda, svensk brottare
- Sarah Dawn Finer, svensk sångerska
- Sarah, hertiginna av York, exfru till prins Andrew, hertig av York
- Sarah Michelle Gellar, amerikansk skådespelare
- Sara Hector, svensk alpin skidåkare
- Zahra Hindi, fransk-marockansk sångare
- Sara Kadefors, svensk författare och journalist
- Sara Karloff, amerikansk skådespelare
- Sara Key, svensk skådespelare
- Sara Kolak, kroatisk friidrottare
- Sara La Kali, romernas skyddshelgon
- Sarah Lancashire, brittisk skådespelare
- Sara Larsson, svensk fotbollsspelare, VM-silver 2003
- Zara Larsson, svensk sångerska
- Zarah Leander, svensk sångare och skådespelare
- Sara Lewerth, svensk skådespelare
- Sara Lidman, svensk författare
- Sara Löfgren, svensk sångerska
- Sara Elisabeth Moraea, Carl von Linnés hustru
- Sarah Jennings Marlborough, hertiginna av Marlborough
- Sara McManus, svensk curlare, OS-guld 2018
- Sara Nygren, svensk skådespelare
- Sarah Palin, amerikansk politiker
- Sarah Jessica Parker, amerikansk skådespelare
- Sara Parkman, svensk folkmusiker, violinist och sångerska
- Sarah Childress Polk, amerikansk presidentfru
- Sarah Siddons, brittisk skådespelerska
- Sara Simeoni, italiensk friidrottare
- Sarah Sjöström, svensk simmare, bragdmedaljör
- Sara Skyttedal, svensk politiker
- Sara Stridsberg, svensk författare, f.d. ledamot av Svenska Akademien
- Sara Svensson, "Barnflickan" i Knutbydramat
- Sara Teasdale, amerikansk poet och kulturpersonlighet
- Sara Torsslow, svensk skådespelare
- Sahra Wagenknecht, tysk politiker, grundare av partiet Bündnis Sahra Wagenknecht
- Sarah Vaughan, amerikansk jazzsångerska
- Sara Wedlund, svensk friidrottare
- Sarah Wayne Callies, amerikansk skådespelare
- Sarah Wägnert, svensk visselblåsare och namngivit lagen Lex Sarah
- Sara Zacharias, svensk artist
- Sara (Bibeln), Abrahams hustru enligt Första Mosebok

## Fiktiva personer med förnamnet Sara/Sarah
- Sara, biblisk person som är Abrahams hustru enligt Första Mosebok
- Sarah Gamp, person i Charles Dickens' roman Martin Chuzzlewit från 1843-1844
- Sara Videbeck, huvudperson i Carl Jonas Love Almqvists roman Det går an från 1839
- Sarah Walker, person i tv-serien Chuck
- Huvudpersonen i Mauro Scoccos låt Sarah